# Acasto
En la mitología griega, Acasto ( Ἄκαστος, Ákastos) era uno de los hombres que navegaron con Jasón y los argonautas, y participó en la caza del Jabalí de Calidón.

## Biografía
Era hijo de Pelias, rey de Yolcos, y Anaxibia, hija de Biante, o como otros la llamaban, Filómaca, hija de Anfión.
Tras el regreso de los argonautas sus hermanas fueron hechizadas por Medea para descuartizar a su padre y hervirlo. Al saberlo, Acasto enterró a su padre, exilió a Jasón y Medea (y según Pausanias también a sus hermanas), subió al trono e instituyó juegos funerarios en honor de su padre.
Acasto purificó a Peleo de la matanza del rey Euritión de Ftía. Durante los juegos funerarios en honor de Pelias, sucedió que la esposa de Acasto, Astidamía, se enamoró de Peleo pero este la rechazó. Resentida, Astidamía envió un mensajero a Antígona, esposa de Peleo e hija de Euritión, contándole que Peleo iba a casarse con la hija de Acasto, Estérope, lo que hizo que Antígona se ahorcase.
Astidamía contó entonces a Acasto que Peleo había intentado violarla. Sin embargo, Acasto no se vengó inmediatamente, sino que cuando fueron de caza al monte Pelión y Peleo se durmió, Acasto le quitó su espada y le dejó solo e indefenso. Peleo fue atacado por unos centauros que casi le matan, pero Quirón o Hermes le devolvió su espada y logró escapar. Entonces saqueó Yolcos, a veces se dice que ayudado por Jasón y los Dioscuros, y desmembró a Astidamía, marchando con su ejército entre los pedazos. Acasto y Astidamía estaban muertos, por lo que el reino cayó sobre el hijo de Jasón, Tétalo.
En cuanto a su descendencia, a la esposa de Acasto se la denomina como Astidamía o Hipólita, una hija de Creteo. Acasto tuvo al menos dos o tres hijas, entre ellas Estérope y Laodamía, la esposa de Protesilao; o bien, en otra versión, Esténele, la madre de Patroclo. La descendencia de Acasto nunca es referida por parte de madre. Los hijos varones de Acasto, de quienes no se conocen sus nombres, se encargaron de expulsar a Peleo del reino de Ftía. Otra hija de Acasto, Eurítemis (aunque su nombre está corrupto), es la esposa de Anceo y madre de Agapénor.
| Predecesor: Pelias | Reyes de Yolcos | Sucesor: Jasón o Tétalo |